# IC 1093
IC 1093 је спирална галаксија у сазвјежђу Волар која се налази на листи објеката дубоког неба у Индекс каталогу.
Деклинација објекта је + 14° 32' 55" а ректасцензија 15h 7m 35,8s. Привидна величина (магнитуда) објекта IC 1093 износи 14,0 а фотографска магнитуда 14,8. IC 1093 је још познат и под ознакама UGC 9727, MCG 3-39-2, CGCG 106-6, IRAS 15052+1444, PGC 54002.